# Kincsesbánya
Kincsesbánya is een plaats (község) en gemeente in het Hongaarse comitaat Fejér. Kincsesbánya telt 1548 inwoners (2001).